# Мадагаскарский удав Дюмериля
Мадагаскарский удав Дюмериля (лат. Acrantophis dumerili) — вид змей рода мадагаскарских удавов. Видовое название дано в честь французского зоолога Андре-Мари Дюмериля (1774—1860).

## Описание
Длина тела составляет от 2 до 2,5 м. Ведёт наземный образ жизни. Зимой (с мая по июль, так как вид обитает в Южном полушарии) активность снижается. Брачный период длится с июля по сентябрь. Самки рождают живых детёнышей. Продолжительность беременности — около 150 дней. В помёте от 4 до 8 особей.

## Распространение
Населяет юг и юго-запад Мадагаскара являясь эндемиком этого острова. Сообщения о находках этого вида на острове Реюньон возможно являются ошибочными.

## Взаимодействие с человеком
Местные жители убивают удавов, так как считается, что они приносят неудачу, и, вероятно, убивают домашних куриц.
Мадагаскарские удавы Дюмериля приносили потомство в зоопарках США, Канады и Европы.

### Охранный статус
Международным союзом охраны природы мадагаскарскому удаву Дюмериля был присвоен статус «вида, вызывающего наименьшие опасения» на основании его широкого распространения, высокой способности к адаптации и отсутствии существенных угроз его численности. Внесён в Приложение 1 Конвенции о международной торговле.